# Instrumento de sonido indeterminado
Los instrumentos de sonido indeterminado son llamados también no melódicos, no lineales o no tonales. 
Su característica principal es que no se pueden afinar porque son instrumentos que no producen un sonido determinado (notas). No es posible medir la altura, que viene determinada por la frecuencia, pues, aunque se pueda medir el número de vibraciones por segundo, estas no siguen ciclos determinados

## Instrumentos
- Bombo Franc
- Bongós
- Caja
- Cajón
- Caja china
- Carraca o matraca
- Timbales
- Cascabeles
- Sacsas (chacchas)
- Castañuelas
- Cencerro
- Claves
- Conga
- Crótalos
- Gong
- Güiro
- Maracas
- Pandero
- Pandereta